# 准将
准将（じゅんしょう）は、軍隊の階級の一。北大西洋条約機構の階級符号では、OF-6に相当する。最下級の将官あるいは最上級の佐官に区分され、少将あるいは後述する旅団将軍の下、大佐の上に位置する。
国によっては、准将を置かないこともある。そのような国では上級大将・上級中将を将官に置く場合がある。また、少将から大将までの三階級制を採って尚且つ上級大佐ないし佐官級准将のない国では外国軍准将を少将待遇とするケースがあり、また他国軍と共同作戦を行う場合、補職などによる階級調整が行われる。
英語では陸軍や空軍では、佐官級准将はブリガディア(brigadier)、将官級准将はブリガディア・ジェネラル(brigadier general)と呼称するが、空軍ではイギリス連邦方式 (Commonwealth system)ではエアー・コモドール(Air commodore)と呼称する。
また、フランス革命方式採用国家では旅団将軍 (Bigade general)と呼称する。ただし、この旅団将軍はブラジルなどの南米の幾つかの国々のように少将の階級呼称としても使用されるので注意が必要である。そしてチリやメキシコでは前述のように少将位たる旅団将軍の下位に准将位としてBrigadierないしBrigadier generalが置かれている。
なお、海軍においては、同格とされるコモドール(commodore)は、その職制から通常日本語では代将と呼称されることが多く、少将や下級少将を准将相当官とにしたり、ドイツ連邦海軍やデンマーク海軍などのように「Flotilla admiral」と独自の呼称とするなど国によってその表現はまちまちである。陸海空軍でそれぞれ呼称が異なる准将を総称しOne-star rankと呼ぶこともある。
- 陸軍では主に副師団長および旅団長等を務める。
- 海軍では主に戦隊司令官や隊群司令等を務める。
- 空軍では主に航空団司令等を務める[注釈 1]。

## 歴史

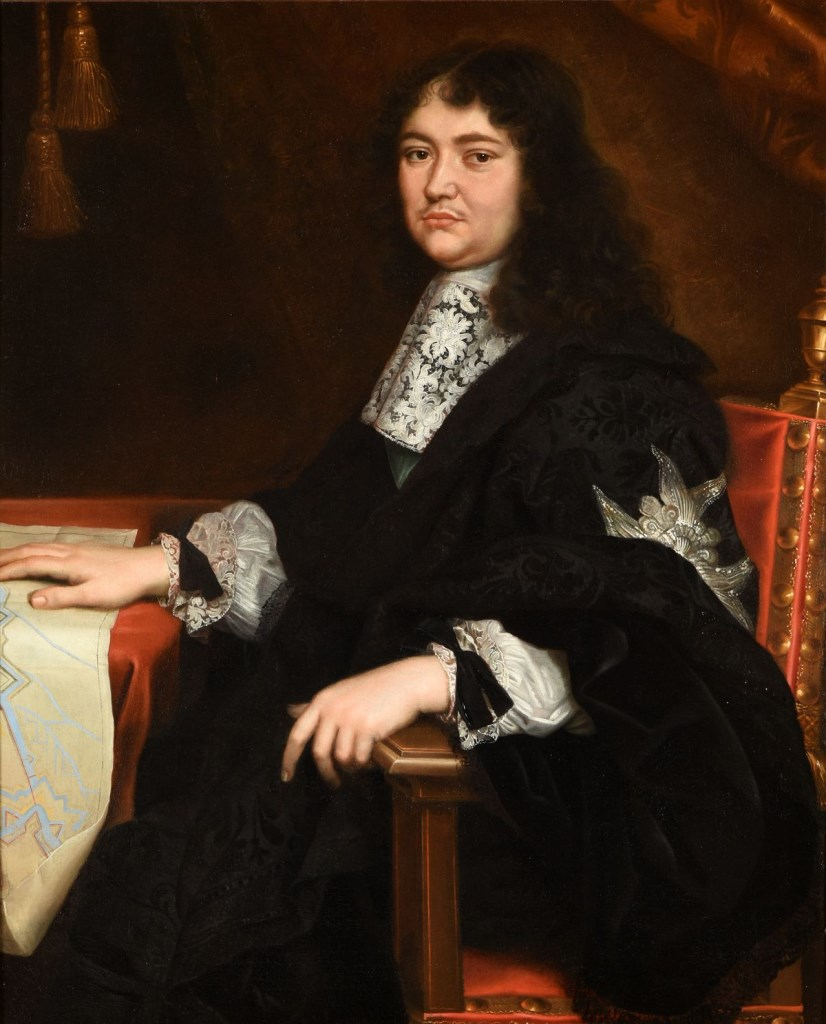
ルーヴォア侯爵

かつて、Colonelは階級（大佐）であると共に役職（連隊長）でもあったため、大佐になるためには自費で連隊を編成・維持しなければならなかった。そのため、財力のある貴族は経験がなくても大佐になれる一方、少尉（或は下士官・兵）から叩き上げた優秀な人材でも資金力がなければ中佐止まりだった。そこで、これらの人材を将官に登用するために、ルイ14世時代の1667年にフランスで、陸軍大臣ルーヴォア侯爵ミシェル・ル・テリエによる陸軍改革の一環として制定された。そのため、当初の准将は大佐を経ないで、中佐から任用された。
これにより、アンシャン・レジーム期に於けるフランス軍将官は、下表のよう七階級制となっていた。1779年制定された規定で将官の階級は大佐の正肩章に星章の数で示すように定められた。
この時期の准将は1788年に廃止され、少将が最下級の将官の階級となったが、星章の数は変更されなかった。現在のフランス陸軍の陸軍准将はこのアンシャンレジーム期の陸軍少将の呼称を1793年に改称したものであるが、1814〜1848年までは旧呼称に戻されていた。また当階級を陸軍准将としたのは1949年4月4日のNATO発足によって他国軍の人事バランスに合わせてOF-6相当と定められたため、これまでの日本語での呼称を陸軍少将としていたのを呼び変えたためであり、旧准将と現准将は全くの別物であることに注意することが必要である。
| 日本語表記 | 陸軍                                        | 現代の陸軍の対応階級 | 現代の陸軍の対応階級                                              | 海軍                                                          | 現代の海軍の対応階級 | 現代の海軍の対応階級                                          |
| ---------- | ------------------------------------------- | -------------------- | ----------------------------------------------------------------- | ------------------------------------------------------------- | -------------------- | ------------------------------------------------------------- |
| 大元帥     | maréchal général des camps et armées du roi | 元帥                 | maréchal de France                                                | 呼称は陸軍と共通。                                            | 元帥                 | amiral de France                                              |
| 元帥       | maréchal de France                          | -                    | -                                                                 | amiral de France                                              | -                    | -                                                             |
| 上級大将   | colonel-général                             | 後に大将             | général commandant d'armée 後に général d'armée                   | vice-amiral de France                                         | 後に大将             | vice-amiral chef détat-major général de la marine 後に amiral |
| 大将       | général                                     | 後に中将             | général commandant de corps d'armée 後に général de corps d'armée | vice-amiral commande au lieutenant-général des armées navales | 後に上級中将         | vice-amiral commandant d'escadre 後に vice-amiral d'escadre   |
| 中将       | lieutenant-général des armées               | 後に少将             | général de division                                               | lieutenant-général des armées navales                         | 変更なし             | vice-amiral                                                   |
| 少将       | maréchal de camp                            | 後に准将             | général de brigade                                                | chef d'escadre                                                | 変更なし             | contre-amiral                                                 |
| 准将       | brigadier des armées                        | -                    | -                                                                 | brigadier des armées navales 後に chef de division            | -                    | -                                                             |

## 日本

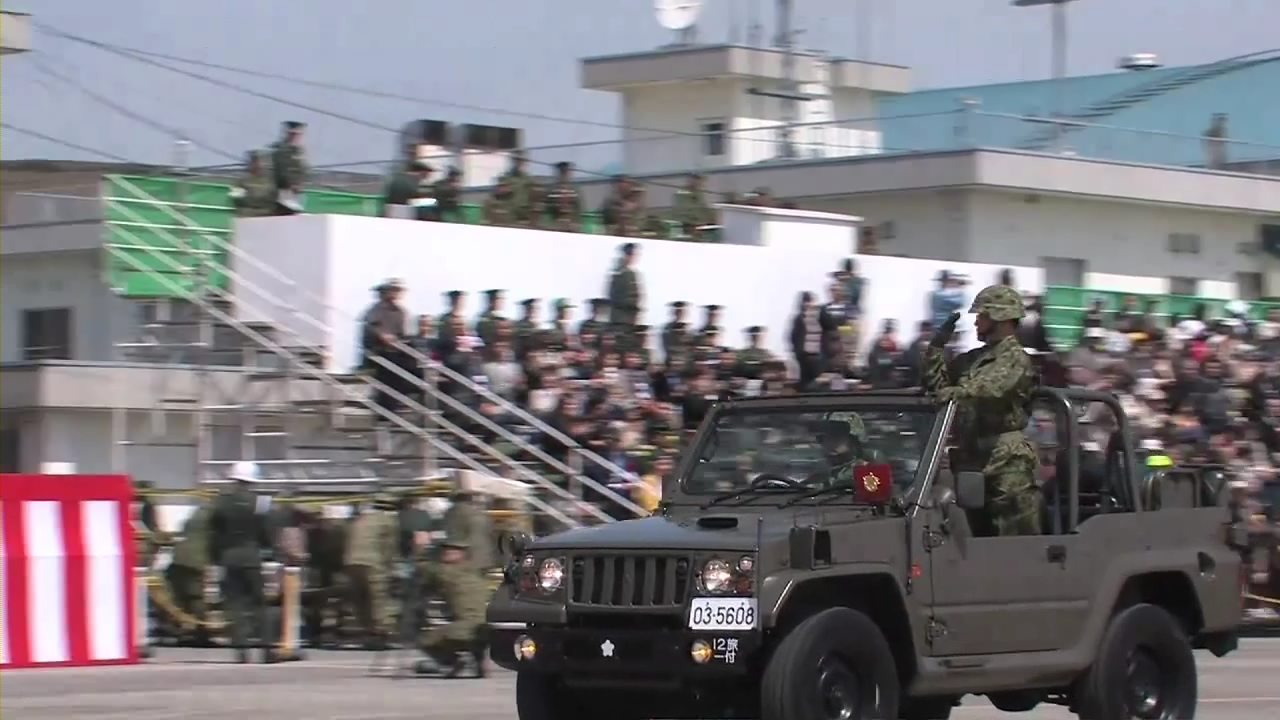
准将に準ずる役職の1佐（一）標識の例、第12旅団副旅団長職

戦前の帝国陸海軍（陸軍および海軍）には置かれなかった。また、現在の自衛隊にも相当する階級は置かれていないが、陸上自衛隊では1佐（一）が准将と同等とされている。
栄誉礼は実施されないが、主に副師団長や将補職の部隊長に1佐のまま着任した場合や1佐（一）の団長職、または師団幕僚長・旅団副旅団長に着任した場合で当該部隊の指揮官が認めた場合など、役職上必要に応じて乗車する車両には赤色のプレート板に帽章若しくは桜星一つが表示されたプレートを掲示している。これは職位である代将に近いものである。一方、1佐（一）でも階級指定の補職以外に着任した場合等含む通常の1佐職は白色のプレートに帽章のみ掲示する。
自衛隊の海外派遣実績や米軍等外国軍隊との共同行動が増加する中、均衡をとりにくい等の問題点があり、2010年（平成22年）度以降に「准将」を創設することが防衛省内において検討されていたが、当該年度制定の防衛大綱では触れられていない。
ただし、現時点でも外国軍の人事バランスに対応した措置が取られており、旅団長、団長等、それと同位あるいは準じる職にある将補は国外では准将の扱いを受ける。

## アメリカ合衆国
アメリカ合衆国陸軍には50万人を超える正規軍の現役将兵のうち、3600人前後の大佐が居る。しかし准将になれるのは150人前後であり、昇進は大変に狭き門である。大佐から准将になるためには大統領の指名を受け、上院の承認を受ける必要がある。海軍には長らく1つ星の階級がなく、（第二次世界大戦中の1つ星の代将は階級ではなく先任大佐の肩書き）、少将を上半と下半に分け、下半少将を2つ星ながら陸軍等の准将に対応するものとしていたが、1982年にそれを1つ星の階級としてCommodore Admiralの名称で導入し、翌1983年にCommodoreと短縮。1985年にRear Admiral (lower half)と改称された。現在は海軍少将自体が将官の最下位という形になっており、便宜上、上級少将が他軍種の少将と、下級少将が他軍種の准将と同格としているが、通常はどちらもRear Admiral=少将と呼称され准将という呼称は無い。
- 陸軍：Brigadier General
- 海軍：Rear Admiral (lower half)
- 空軍：Brigadier General
- 海兵隊：Brigadier General

## イギリス
イギリスの場合、陸軍や海兵隊において、1680年代に制定された将官級准将たるBrigadier Generalが1921年に廃止され、代わって旅団長たる大佐の職位（Positional Rank）として上級大佐、Colonel Commandantが置かれ、後の1928年に呼称が佐官級准将たるBrigadierに改められた。空軍の呼称方法はイギリス連邦方式とよばれるものである。
- 陸軍：Brigadier
- 海軍：Commodore（代将）
- 空軍：Air Commodore
- 海兵隊：Brigadier

## ポルトガル
- 陸軍 : Brigadeiro-general
- 海軍 : Comodoro
- 空軍 : Brigadeiro-general

## フランス革命方式呼称の国々
英語圏以外の国々では准将を旅団将軍と呼称することが多い。なお、この旅団将軍の呼称は旅団長を少将としている国々でも使用される。

### ドイツ
ドイツ連邦陸軍および空軍では少将以上は旧欧州方式呼称なのに対し、准将はフランス革命方式の呼称となっている。
- 陸軍：Brigadegeneral
- 海軍：Flottillenadmiral[注釈 14]
- 空軍：Brigadegeneral

### フランス

フランス陸軍准将の階級章

海軍に准将位はなく、少将を陸軍および空軍の准将に対応するものとしている。
- 陸軍/国家憲兵隊：Général de brigade
- 空軍：Général de brigade aérienne

### イタリア
- 陸軍/カラビニエリ/財務警察（イタリア語版、英語版）：Generale di brigata
- 空軍：Generale di brigata aerea
- 海軍：Contrammiraglio